# (5553) Chodas
(5553) Chodas es un asteroide perteneciente al cinturón de asteroides descubierto el 6 de febrero de 1984 por Edward Bowell desde la Estación Anderson Mesa (condado de Coconino, cerca de Flagstaff, Arizona, Estados Unidos).

## Designación y nombre
Designado provisionalmente como 1984 CM1. Fue nombrado Chodas en honor a Paul W. Chodas, miembro del Grupo de Dinámica del Sistema Solar en el Laboratorio de Propulsión a Chorro. Su trabajo ha contribuido a la comprensión de las fuerzas no gravitatorias cometarias, el uso de datos de radar en órbitas asteroidales y cometarias, análisis de errores orbitales, aproximaciones cercanas a la Tierra y probabilidades de impacto. Desarrolló el sistema que permitió el uso de datos de referencia de radar en la superficie de Venus para mejorar las soluciones orbitales de la nave espacial Magellan.

## Características orbitales
Chodas está situado a una distancia media del Sol de 2,734 ua, pudiendo alejarse hasta 3,307 ua y acercarse hasta 2,161 ua. Su excentricidad es 0,209 y la inclinación orbital 9,806 grados. Emplea 1651,66 días en completar una órbita alrededor del Sol.

## Características físicas
La magnitud absoluta de Chodas es 13,4. Tiene 9,984 km de diámetro y su albedo se estima en 0,112. Está asignado al tipo espectral Ch según la clasificación SMASSII.